# La Bussière (Loiret)
 La Bussière  es una población y comuna francesa, situada en la región de Centro, departamento de Loiret, en el distrito de Montargis y cantón de Briare.

## Demografía
| 524 | 531 | 545 | 644 | 715 | 749 |
| Para los censos de 1962 a 1999 la población legal corresponde a la población sin duplicidades (Fuente: INSEE [Consultar]) |     |     |     |     |     |